# Nationalpark Abruzzo, Lazio og Molise
Nationalpark Abruzzo, Lazio og Molise eller på italiensk Parco Nazionale d'Abruzzo, Lazio e Molise (ofte nævnt under det gamle navn Abruzzo Nationalpark) er en Italiensk nationalpark oprettet i 1923, og har et areal på 496,80 km². Hovedparten af nationalparken ligger i regionen Abruzzo men omfatter også omfatter områder i Lazio og Molise. Parkens administration ligger i Pescasseroli i provinsen L'Aquila.
Der er den ældste i Apenninerne, og den næstældste i Italien, har den en vigtig rolle i beskyttelsen af arter som italiensk ulv (Canis lupus italicus), pyrenæisk gemse og Marsicansk brun bjørn (Ursus arctos marsicanus). Det beskyttede område består for to tredjedeles vedkommende af bøgeskov selv om mange andre træarter vokser i området som f.eks vortebirk og sort- og bjergfyr. Andre karakteristiske dyr i parkens fauna er rådyr, vildsvin og hvidrygget flagspætte.

## Geografi
I nationalparken ligger bjergene Petroso (2.249 moh.), Marsicano (2.245 moh.), Meta (2.242 moh.), Tartaro (2.191 moh.), Jamiccio (2.074 moh.), Cavallo (2.039 moh.), Palombo (2,013 moh.). Disse ligger alle i bjergmassivet Monti della Meta. Floden Sangro har sit udspring nær Pescasseroli og løber mod sydøst gennem den kunstige sø Lago di Barrea hvorefter den løber ud af parkområdet og svinger mod nordøst. Andre floder i området er Giovenco, Malfa og Volturno. Andre søer er Vivo, Pantaniello, Scanno, Montagna Spaccata, Castel San Vincenzo, Grottacampanaro, og Selva di Cardito.

### Kommuner
Nationalparken omfater arealer i 25 kommuner, fordelt i tre provinser
Provinsen L'Aquila:
- Alfedena, Barrea, Bisegna, Civitella Alfedena, Gioia dei Marsi, Lecce nei Marsi, Opi, Ortona dei Marsi, Pescasseroli, Scanno, Villavallelonga, Villetta Barrea

Provinsen Frosinone:
- Alvito, Campoli Appennino, Pescosolido, Picinisco, San Biagio Saracinisco, San Donato Val di Comino, Settefrati, Vallerotonda

Provinsen Isernia :
- Castel San Vincenzo, Filignano, Pizzone, Rocchetta a Volturno, Scapoli